# Crafoordprijs
De Crafoordprijs is een wetenschapsprijs, die sinds 1980 jaarlijks wordt uitgereikt door de Zweedse Academie voor Wetenschappen.

## Geschiedenis
De prijs werd ingesteld door Holger Crafoord, een Zweedse industrieel, en zijn vrouw Anna-Greta Crafoord. De prijs is bedoeld om internationaal basisonderzoek op het gebied van astronomie, wiskunde, geowetenschappen, biowetenschappen (met name ecologie) en polyarthritis (reumatoïde artritis) te belonen. Deze laatste categorie werd door Crafoord ingesteld omdat hij zelf de laatste jaren van zijn leven aan deze ziekte leed. Volgens het Kungliga Vetenskapsakademien zijn de categorieën gekozen omdat deze vakgebieden buiten de categorieën van de Nobelprijs vallen.

## Uitreiking
Elk jaar wordt slechts één prijs uitgereikt, elk jaar voor een andere categorie - astronomie en wiskunde, dan geowetenschappen, dan biowetenschappen. De categorie polyarthritis wordt alleen uitgereikt indien een speciaal comité hiertoe beslist. De winnaar van de Crafoordprijs wordt in januari van elk jaar bekendgemaakt. De prijsuitreiking is op Crafoorddag in april. De prijs wordt overhandigd door de Koning van Zweden.
De prijs bestond in 2009 uit een geldbedrag van 500.000 dollar. Dit geld dient de prijswinnaar te besteden aan verder onderzoek.

## Lijst van winnaars
| Jaar | Categorie         | Afbeelding                                                                         | Naam                         | Nationaliteit              | Werk |              |
| ---- | ----------------- | ---------------------------------------------------------------------------------- | ---------------------------- | -------------------------- | --- | ------------ |
| 1982 | Wiskunde          |                                                                                    | Vladimir Arnold              | Sovjet-Unie                | Theorie van non-lineaire differentiaalvergelijkingen |              |
| 1982 | Wiskunde          | Louis Nirenberg                                                                    | Louis Nirenberg              | Verenigde Staten           | Theorie van non-lineaire differentiaalvergelijkingen |              |
| 1983 | Geowetenschappen  | —                                                                                  | Edward Lorenz                | Verenigde Staten           | Geofysische hydrodynamica |              |
| 1983 | Geowetenschappen  | —                                                                                  | Henry Stommel                | Verenigde Staten           | Geofysische hydrodynamica |              |
| 1984 | Biowetenschappen  |                                                                                    | Daniel H. Janzen             | Verenigde Staten           | Co-evolutie |              |
| 1985 | Astronomie        |                                                                                    | Lyman Spitzer                | Verenigde Staten           | Studies van het Interstellair medium |              |
| 1986 | Geowetenschappen  | —                                                                                  | Claude Allègre               | Frankrijk                  | Isotopische geothermische relaties |              |
| 1986 | Geowetenschappen  | —                                                                                  | Gerald J. Wasserburg         | Verenigde Staten           | Isotopische geothermische relaties |              |
| 1987 | Biowetenschappen  | —                                                                                  | Eugene P. Odum               | Verenigde Staten           | Ecologie van ecosystemen |              |
| 1987 | Biowetenschappen  |                                                                                    | Howard T. Odum               | Verenigde Staten           | Ecologie van ecosystemen |              |
| 1988 | Wiskunde          | Pierre Deligne, zittend, gezien op links en wegkijkend van de camera               | Pierre Deligne               | België                     | Algebraïsche geometrie |              |
| 1988 | Wiskunde          |                                                                                    | Alexander Grothendieck       | Frankrijk                  | Algebraïsche geometrie |              |
| 1989 | Geowetenschappen  | James Van Allen                                                                    | James Van Allen              | Verenigde Staten           | Verkenning van de ruimte, ontdekking van de Van Allen-gordels |              |
| 1990 | Biowetenschappen  | —                                                                                  | Paul Ralph Ehrlich           | Verenigde Staten           | Dynamiek en genetic van gefragmenteerde populaties. |              |
| 1990 | Biowetenschappen  | Edward Osborne Wilson                                                              | Edward Osborne Wilson        | Verenigde Staten           | Theorie van eiland-biogeografie |              |
| 1991 | Astronomie        | —                                                                                  | Allan Rex Sandage            | Verenigde Staten           | Bestudering van sterrenstelsels |              |
| 1992 | Geowetenschappen  | —                                                                                  | Adolf Seilacher              | Duitsland                  | Onderzoek naar de evolutie van leven |              |
| 1993 | Biowetenschappen  | —                                                                                  | William Donald Hamilton      | Verenigd Koninkrijk        | Theorie van selectie en genetische verwantschap |              |
| 1993 | Biowetenschappen  |                                                                                    | Seymour Benzer               | Verenigde Staten           | Genetische en neurofysiologische studies van fruitvliegen |              |
| 1994 | Wiskunde          | —                                                                                  | Simon Donaldson              | Verenigd Koninkrijk        | Vierdimensionele geometrie |              |
| 1994 | Wiskunde          | Shing-Tung Yau                                                                     | Shing-Tung Yau               | Verenigde Staten           | Non-lineare technieken in differentiële geometrie |              |
| 1995 | Geowetenschappen  | —                                                                                  | Willi Dansgaard              | Denemarken                 | Ontwikkeling van geologische analysemethoden van isotopen |              |
| 1995 | Geowetenschappen  |                                                                                    | Nicholas Shackleton          | Verenigd Koninkrijk        | Ontwikkeling van geologische analysemethoden van isotopen |              |
| 1996 | Biowetenschappen  | —                                                                                  | Robert M. May                | Verenigd Koninkrijk        | Ecologisch onderzoek |              |
| 1997 | Astronomie        | —                                                                                  | Fred Hoyle                   | Verenigd Koninkrijk        | Bestuderen van nucleaire processen in sterren, stellaire evolutie |              |
| 1997 | Astronomie        | —                                                                                  | Edwin Salpeter               | Verenigde Staten           | Bestuderen van nucleaire processen in sterren, stellaire evolutie |              |
| 1998 | Geowetenschappen  | —                                                                                  | Don L. Anderson              | Verenigde Staten           | Bestuderen van de structuren en processen binnenin de Aarde |              |
| 1998 | Geowetenschappen  | —                                                                                  | Adam M. Dziewonski           | Verenigde Staten           | Bestuderen van de structuren en processen binnenin de Aarde |              |
| 1999 | Biowetenschappen  | Ernst Mayr in 1994, na ontvangst van een eregraad bij de Universiteit van Konstanz | Ernst Mayr                   | Verenigde Staten           | Ontwikkeling van het concept van evolutionaire biologie |              |
| 1999 | Biowetenschappen  | —                                                                                  | John Maynard Smith           | Verenigd Koninkrijk        | Ontwikkeling van het concept van evolutionaire biologie |              |
| 1999 | Biowetenschappen  | —                                                                                  | George C. Williams           | Verenigde Staten           | Ontwikkeling van het concept van evolutionaire biologie |              |
| 2000 | Polyarthritis     | —                                                                                  | Marc Feldmann                | Verenigd Koninkrijk        | Definitie van TNF-alpha |              |
| 2000 | Polyarthritis     | —                                                                                  | Ravinder N. Maini            | Verenigd Koninkrijk        | Definitie van TNF-alpha |              |
| 2001 | Wiskunde          | —                                                                                  | Alain Connes                 | Frankrijk                  | Theorie van operator-algebra's, bedenker van non-communatieve geometrie |              |
| 2002 | Geowetenschappen  | —                                                                                  | Dan P. McKenzie              | Verenigd Koninkrijk        | Dynamica van de lithosfeer |              |
| 2003 | Biowetenschappen  | —                                                                                  | Carl Woese                   | Verenigde Staten           | Derde domein van het leven |              |
| 2004 | Polyarthritis     | —                                                                                  | Eugene C. Butcher            | Verenigde Staten           | Studie van moleculaire mechanismen met betrekking tot witte bloedcellen. |              |
| 2004 | Polyarthritis     | —                                                                                  | Timothy A. Springer          | Verenigde Staten           | Studie van moleculaire mechanismen met betrekking tot witte bloedcellen. |              |
| 2005 | Astronomie        | —                                                                                  | James E. Gunn                | Verenigde Staten           | Begrijpen van de grote structuur van het universum |              |
| 2005 | Astronomie        | —                                                                                  | James Peebles                | Verenigde Staten           | Begrijpen van de grote structuur van het universum |              |
| 2005 | Astronomie        | Martin Rees geeft een lezing bij Jodrell Bank                                      | Martin Rees                  | Verenigd Koninkrijk        | Begrijpen van de grote structuur van het universum |              |
| 2006 | Geowetenschappen  | —                                                                                  | Wallace S. Broecker          | Verenigde Staten           | Onderzoek naar de globale koolstofkringloop |              |
| 2007 | Biowetenschappen  | —                                                                                  | Robert Trivers               | Verenigde Staten           | Analyse van sociale evolutie |              |
| 2008 | Astronomie        | Rashid Sunyaev                                                                     | Rashid Alievich Sunyaev      | Rusland                    | Bijdragen aan hoge-energie-astrofysica en kosmologie |              |
| 2008 | Wiskunde          | Maxim Kontsevitsj                                                                  | Maxim Kontsevitsj            | Rusland                    | Bijdragen aan de moderne wiskunde, theoretische fysica. |              |
| 2008 | Wiskunde          | Edward Witten schrijft op een schoolbord                                           | Edward Witten                | Verenigde Staten           | Bijdragen aan de moderne wiskunde, theoretische fysica. |              |
| 2009 | Polyarthritis     | —                                                                                  | Charles Dinarello            | Verenigde Staten           | Isolatie van interleukines en het begrijpen van hun rol in het ontstaan van ontstekingen. |              |
| 2009 | Polyarthritis     | —                                                                                  | Tadamitsu Kishimoto          | Japan                      | Isolatie van interleukines en het begrijpen van hun rol in het ontstaan van ontstekingen. |              |
| 2009 | Polyarthritis     | —                                                                                  | Toshio Hirano                | Japan                      | Isolatie van interleukines en het begrijpen van hun rol in het ontstaan van ontstekingen. |              |
| 2010 | Geowetenschappen  | Walter Munk                                                                        | Walter Munk                  | Verenigde Staten           | “voor zijn onderzoek en fundamentele bijdragen aan het begrijpen van oceaancirculaties, getijden, golven, en hun rol in de aardse dynamiek” |              |
| 2011 | Biowetenschappen  | Ilkka Hanski                                                                       | Ilkka Hanski                 | Finland                    | Onderzoek naar de invloed van ruimtelijke variatie op de dynamiek van planten- en dierengemeenschappen |              |
| 2012 | Astronomie        | —                                                                                  | Reinhard Genzel              | Duitsland                  | "voor hun waarnemingen van sterren in een baan om het centrum van het melkwegstelsel, die de aanwezigheid van een superzwaar zwart gat aangeven" |              |
| 2012 | Astronomie        |                                                                                    | Andrea Ghez                  | Verenigde Staten           | "voor hun waarnemingen van sterren in een baan om het centrum van het melkwegstelsel, die de aanwezigheid van een superzwaar zwart gat aangeven" |              |
| 2012 | Wiskunde          | Jean Bourgain                                                                      | Jean Bourgain                | België                     | “voor hun briljante en baanbrekende werk op het gebied van Fourieranalyse, partiële differentiaalvergelijkingen, ergodische theorie, getaltheorie, combinatieleer, functionaalanalyse en theoretische computerwetenschappen"                                    |              |
| 2012 | Wiskunde          | Terence Tao                                                                        | Terence Tao                  | Verenigde Staten           | “voor hun briljante en baanbrekende werk op het gebied van Fourieranalyse, partiële differentiaalvergelijkingen, ergodische theorie, getaltheorie, combinatieleer, functionaalanalyse en theoretische computerwetenschappen"                                    |              |
| 2013 | Polyarthritis     | Peter K. Gregersen                                                                 | Peter K. Gregersen           | Verenigde Staten           | "for their discoveries concerning the role of different genetic factors and their interactions with environmental factors in the pathogenesis, diagnosis and clinical management of rheumatoid arthritis".                                                      |              |
| 2013 | Polyarthritis     | Lars Klareskog                                                                     | Lars Klareskog               | Zweden                     | "for their discoveries concerning the role of different genetic factors and their interactions with environmental factors in the pathogenesis, diagnosis and clinical management of rheumatoid arthritis".                                                      |              |
| 2013 | Polyarthritis     | Robert J. Winchester                                                               | Robert J. Winchester         | Verenigde Staten           | "for their discoveries concerning the role of different genetic factors and their interactions with environmental factors in the pathogenesis, diagnosis and clinical management of rheumatoid arthritis".                                                      |              |
| 2014 | Geowetenschappen  | —                                                                                  | Peter Molnar                 | Verenigde Staten           | "voor zijn baanbrekende bijdrage aan het begrip van de tektoniek van de aarde, in het bijzonder van de vervorming van continenten en de structuur en evolutie van bergketens, en de impact van tektonische processen op oceaan-atmosfeercirculatie en klimaat". |              |
| 2015 | Biowetenschappen  | —                                                                                  | Richard Lewontin             | Verenigde Staten           | "voor hun vernieuwende analyses en fundamentele bijdragen aan het begrip van genetisch polymorfisme". |              |
| 2015 | Biowetenschappen  | —                                                                                  | Tomoko Ohta                  | Japan                      | "voor hun vernieuwende analyses en fundamentele bijdragen aan het begrip van genetisch polymorfisme". |              |
| 2016 | Astronomie        |                                                                                    | Roy Kerr                     | Nieuw-Zeeland              | "for fundamental work concerning rotating black holes and their astrophysical consequences" | [ 4 ]        |
| 2016 | Astronomie        | Roger Blandford                                                                    | Roger Blandford              | Verenigde Staten           | "for fundamental work concerning rotating black holes and their astrophysical consequences" | [ 4 ]        |
| 2016 | Wiskunde          | Yakov Eliashberg                                                                   | Yakov Eliashberg             | Verenigde Staten           | "for the development of contact and symplectic topology and groundbreaking discoveries of rigidity and flexibility phenomena" | [ 4 ]        |
| 2017 | Polyarthritis     | Shimon Sakaguchi                                                                   | Shimon Sakaguchi             | Japan                      | "for their discoveries relating to regulatory T cells, which counteract harmful immune reactions in arthritis and other autoimmune diseases." | [ 5 ]        |
| 2017 | Polyarthritis     | —                                                                                  | Fred Ramsdell                | Verenigde Staten           | "for their discoveries relating to regulatory T cells, which counteract harmful immune reactions in arthritis and other autoimmune diseases." | [ 5 ]        |
| 2017 | Polyarthritis     | Alexander Rudensky                                                                 | Alexander Rudensky           | Verenigde Staten           | "for their discoveries relating to regulatory T cells, which counteract harmful immune reactions in arthritis and other autoimmune diseases." | [ 5 ]        |
| 2018 | Geowetenschappen  | —                                                                                  | Syukuro Manabe               | Japan / Verenigde Staten   | "for fundamental contributions to understanding the role of atmospheric trace gases in Earth’s climate system." | [ 6 ]        |
| 2018 | Geowetenschappen  | —                                                                                  | Susan Solomon                | Verenigde Staten           | "for fundamental contributions to understanding the role of atmospheric trace gases in Earth’s climate system." | [ 6 ]        |
| 2019 | Biowetenschappen  | —                                                                                  | Sallie W. Chisholm           | Verenigde Staten           | "for the discovery and pioneering studies of the most abundant photosynthesising organism on Earth, Prochlorococcus". | [ 7 ]        |
| 2020 | Astronomy         | Eugene N. Parker                                                                   | Eugene N. Parker             | Verenigde Staten           | "for pioneering and fundamental studies of the solar wind and magnetic fields from stellar to galactic scales" | [ 8 ] [ 9 ]  |
| 2020 | Wiskunde          | Enrico Bombieri                                                                    | Enrico Bombieri              | Italië                     | "for outstanding and influential contributions in all the major areas of mathematics, particularly number theory, analysis and algebraic geometry" | [ 8 ] [ 9 ]  |
| 2021 | Polyarthritis     | Daniel Kastner                                                                     | Daniel L. Kastner            | Verenigde Staten           | "for establishing the concept of autoinflammatory diseases" | [ 8 ] [ 10 ] |
| 2022 | Aardwetenschappen | Andrew K. Knoll                                                                    | Andrew H. Knoll              | Verenigde Staten           | "for fundamental contributions to our understanding of the first three billion years of life on Earth and life’s interactions with the physical environment through time"                                                                                       | [ 8 ] [ 11 ] |
| 2023 | Biosciences       | —                                                                                  | Dolph Schluter               | Canada                     | "for fundamental contributions to the understanding of adaptive radiation and ecological speciation" | [ 8 ] [ 12 ] |
| 2024 | Astronomie        | —                                                                                  | Douglas Gough                | Verenigd Koninkrijk        | "for developing the methods of asteroseismology and their application to the study of the interior of the Sun and of other stars" | [ 8 ] [ 13 ] |
| 2024 | Astronomie        | Jørgen Christensen-Dalsgaard                                                       | Jørgen Christensen-Dalsgaard | Denemarken                 | "for developing the methods of asteroseismology and their application to the study of the interior of the Sun and of other stars" | [ 8 ] [ 13 ] |
| 2024 | Astronomie        | Conny Aerts                                                                        | Conny Aerts                  | België                     | "for developing the methods of asteroseismology and their application to the study of the interior of the Sun and of other stars" | [ 8 ] [ 13 ] |
| 2024 | Wiskunde          | Claire Voisin                                                                      | Claire Voisin                | Frankrijk                  | "for outstanding contributions to complex and algebraic geometry, including Hodge theory, algebraic cycles, and hyperkähler geometry" | [ 8 ] [ 13 ] |
| 2025 | Polyarthritis     | —                                                                                  | Christopher Goodnow          | Verenigde Staten/Australië | "for the discovery of fundamental mechanisms for B cell tolerance." | [ 14 ]       |
| 2025 | Polyarthritis     | —                                                                                  | David Nemazee                |                            | "for the discovery of fundamental mechanisms for B cell tolerance." | [ 14 ]       |